# Montelupo Fiorentino
Montelupo Fiorentino là một đô thị ở tỉnh Firenze trong vùng Toscana, tọa lạc khoảng 20 km về phía tây nam của Florence. Tại thời điểm ngày 31 tháng 12 năm 2004, đô thị này có dân số 12.079 người và diện tích là 24,6 km².
Đô thị Montelupo Fiorentino có các frazioni (các đơn vị cấp dưới, chủ yếu là các làng) Ambrogiana, Botinaccio, Camaioni, Citerna, Erta, Fibbiana, San Quirico, Samminiatello, Sammontana, Pulica, và Turbone.
Montelupo Fiorentino giáp các đô thị sau: Capraia e Limite, Carmignano, Empoli, Lastra a Signa, Montespertoli.